# Цуфикон
Цуфикон (нем. Zufikon) — коммуна в Швейцарии, в кантоне Аргау.
Входит в состав округа Бремгартен. Население составляет 3944 человека (на 31 декабря 2007 года). Официальный код — 4083.